# 31744 Shimshock
31744 Shimshock este o planetă minoră (asteroid), cu un diametru de 3,969 km, din centura de asteroizi. A fost descoperită pe 13 mai 1999 la Experimental Test Site⁠(d) de Lincoln Near-Earth Asteroid Research. 
Obiectul prezintă o orbită caracterizată de o semiaxă mare de 2,7551465 UAi, o excentricitate de 0,09, o înclinație de 8,61158 ° în raport cu ecliptica.